# 하시누마 마호
하시누마 마호(일본어: 橋沼 真帆, 1997년 9월 9일 ~ )는 일본의 여자 축구 선수이다.

## 구단 경력
WE리그의 AS 엘펜 사이타마에서 활동했다.

## 국가대표팀 경력
그녀는 2014년 FIFA U-17 여자 월드컵에 참가할 일본 U-17 국가대표팀에 발탁되었으며, 1경기에 출전, 우승.